# SI接頭語
SI接頭語（エスアイせっとうご、フランス語: Préfixes du SI、英語: SI prefixes、en:metric prefix）は、国際単位系 (SI) において、SI単位の十進の倍量・分量単位を作成するために、SI単位およびいくつかのSI併用単位の前につけられる接頭語である。
日本の計量法では、SI接頭語はSI単位のみならず、非SI単位である法定計量単位（ただし、例外がある。後述）にも付けることができる。
SI接頭語は、国際単位系 (SI) の構成要素として国際度量衡総会 (CGPM) によって決定されている。

## 名称
言語学における英語の prefix の訳語としては、接頭語、接頭辞の2つがある。
国際単位系における SI prefix の訳語としては、国際単位系国際文書第9版（2019年）日本語版や理科年表、日本産業規格（JIS Z 8000-1、他多数）ではSI接頭語（エスアイせっとうご）としている。また、計量単位令第4条、別表第4、別表第5や計量単位規則第2条、別表第3（省令）においては単に接頭語と言う。

### 接頭語と接頭語記号
国際単位系でも日本の計量法でも、「接頭語」の語と「接頭語記号」の語とを区別している。例えば、「メガ（mega）、キロ（kilo）、センチ（centi）」は接頭語（の名称）(name of SI prefix)であり、これに対応する「M、k、c」は接頭語記号（symbol of SI prefix）である。
計量法では、「接頭語記号」を付した「計量単位の記号」もまた「計量単位の記号」となることを明示している（計量単位規則 第2条第1項第2号イ）。
- 例：

　接頭語記号 + 計量単位の記号 →　計量単位の記号
　　　　k　+　　　　m　　　　→　　　　km
　　　キロ　+　　メートル　→　　　キロメートル

## 概要
各物理量にメートル、秒、ワットなど基準となる1つの単位だけを定義し、それに10の累乗倍の数を示す接頭語を付けることで、大きな量や小さな量を表す。例えば、接頭語「キロ」は1000倍を表すので、「キロ」メートルは1000メートルに、「キロ」ワットは1000ワットになる。接頭語「ミリ」は1000分の1を表すので、「ミリ」メートルは1000分の1メートルに（すなわち1メートルは1000ミリメートル）になる。
例:
- 5 cm = 5×10−2 m = 5 × 0.01 m = 0.05 m
- 3 MW = 3×106 W = 3 × 1000000 W = 3000000 W

「SI接頭語」となっているが、SI単位にしか使えないということではない。名前の異なる多くの単位を使う代わりに1つの単位にさまざまな接頭語をつけるという発想は、SIの導入よりも早くフランスでメートル法が施行された1793年にまでさかのぼるものであり、SI接頭語はいくつかの非SI単位（例えば、リットル、トン、電子ボルト）にも使用される。
日本の計量法では、SI接頭語を付けることを禁止する単位を明示している（後述）。
SI基本単位とSI組立単位とを組み合わせた単位にSI接頭語をつけた単位（＝SI単位）は、1以外の比例定数を伴う単位であるため、「一貫性のあるSI単位」ではない。（#欠点）

## 一覧
| 接頭語             | 記号 | 10n   | 十進数表記  | 漢数字表記  | short scale   | メートル法への導入年 | 国際単位系における制定年 |
| ------------------ | ---- | ----- | ----------- | ----------- | ------------- | -------------------- | ------------------------ |
| クエタ（quetta）   | Q    | 1030  | 1000        | 百穣        | nonillion     | －                   | 2022年                   |
| ロナ（ronna）      | R    | 1027  | 1000        | 千𥝱        | octillion     | －                   | 2022年                   |
| ヨタ（yotta）      | Y    | 1024  | 1000        | 一𥝱        | septillion    | －                   | 1991年                   |
| ゼタ（zetta）      | Z    | 1021  | 1000        | 十垓        | sextillion    | －                   | 1991年                   |
| エクサ（exa）      | E    | 1018  | 1000        | 百京        | quintillion   | －                   | 1975年                   |
| ペタ（peta）       | P    | 1015  | 1000        | 千兆        | quadrillion   | －                   | 1975年                   |
| テラ（tera）       | T    | 1012  | 1000        | 一兆        | trillion      | －                   | 1960年                   |
| ギガ（giga）       | G    | 109   | 1000        | 十億        | billion       | －                   | 1960年                   |
| メガ（mega）       | M    | 106   | 1000        | 百万        | million       | 1874年               | 1960年                   |
| キロ（kilo）       | k    | 103   | 1000        | 千          | thousand      | 1795年               | 1960年                   |
| ヘクト（hecto）    | h    | 102   | 100         | 百          | hundred       | 1795年               | 1960年                   |
| デカ（deca）       | da   | 101   | 10          | 十          | ten           | 1795年               | 1960年                   |
|                    |      | 100   | 1           | 一          | one           |                      |                          |
| デシ（deci）       | d    | 10−1  | 0.1         | 一分        | tenth         | 1795年               | 1960年                   |
| センチ（centi）    | c    | 10−2  | 0.01        | 一厘        | hundredth     | 1795年               | 1960年                   |
| ミリ（milli）      | m    | 10−3  | 0.001       | 一毛        | thousandth    | 1795年               | 1960年                   |
| マイクロ（micro）  | μ    | 10−6  | 0.000001    | 一微        | millionth     | 1874年               | 1960年                   |
| ナノ（nano）       | n    | 10−9  | 0.000000001 | 一塵        | billionth     | －                   | 1960年                   |
| ピコ（pico）       | p    | 10−12 | 0.000000001 | 一漠        | trillionth    | －                   | 1960年                   |
| フェムト（femto）  | f    | 10−15 | 0.000000001 | 一須臾      | quadrillionth | －                   | 1964年                   |
| アト（atto）       | a    | 10−18 | 0.000000001 | 一刹那      | quintillionth | －                   | 1964年                   |
| ゼプト（zepto）    | z    | 10−21 | 0.000000001 | 一清浄      | sextillionth  | －                   | 1991年                   |
| ヨクト（yocto）    | y    | 10−24 | 0.000000001 |             | septillionth  | －                   | 1991年                   |
| ロント（ronto）    | r    | 10−27 | 0.000000001 | octillionth | 2022年        | －                   |                          |
| クエクト（quecto） | q    | 10−30 | 0.000000001 | nonillionth | 2022年        | －                   |                          |

記号はほぼ全てラテン文字1文字だが、デカ (da) とマイクロ (µ) だけが例外である。ただし ギリシャ文字が使えない場合にマイクロを u で表すことが ISO 2955 で認められている。

### 名称と記号の規則
1795年に最初に導入されたキロ(k)、ヘクト(h)、デカ(da)、デシ(d)、センチ(c)、ミリ(m)については特に規則性はないが、それ以外の接頭語には次の規則性がある。
- 接頭語の名称（ラテン文字）の語尾
  - 正の指数（10N, N ≧ 6）を持つ接頭語の名称は「a」で終わる。
    - mega、giga､tera、peta、exa、zetta、yotta、ronna、quetta

  - 負の指数（10N, N ≦ -6）を持つ接頭語の名称は「o」で終わる。
    - micro、nano、pico、femto、atto、zepto、yocto、ronto、quecto
- 接頭語記号の大文字・小文字の別
  - 正の指数を持つ接頭語記号は、大文字
    - M、G、T、P、E、Z、Y、R、Q

  - 負の指数を持つ接頭語記号は、小文字
    - µ、n、p、f、a、z、y、r、q
- 1991年以降に制定された接頭語については、指数(N)の絶対値が等しい接頭語記号は同じアルファベットを用いる。
  - Z と z (|N| = 21)、Y と y (|N| = 24)、R と r (|N| = 27)、Q と q (|N| = 30)

## SI接頭語を付ける単位、付けない単位
SI接頭語はすべての計量単位に付することができるわけではない。以下では、国際単位系国際文書に掲げられている計量単位と計量法上の法定計量単位に分けて説明する。

### 国際単位系の規定
国際単位系国際文書においてはSI接頭語の付け方は簡易に規定されている。すなわちSI接頭語を付ける位置、SI接頭語の冪乗をどのように解釈すべきか（#接頭語とべき乗との関係）などについて、計量法の規定とは異なり、やや曖昧な規定となっている。

#### SI単位の場合
SI単位はSI基本単位とSI組立単位から成るが、そのすべてに、SI接頭語を付することができる（ただしキログラムとキログラムを含む組立単位は例外）。

#### SI併用単位の場合
SI併用単位のうち、SI接頭語を付けられる単位、付けられない単位、不明の単位があり、次のとおりである。詳細は、SI併用単位#SI接頭語との組合わせを参照。
- SI接頭語を付けられる単位
  - リットル、 トン、ダルトン、電子ボルト、 秒 (角度) [注 5]

- SI接頭語を付けられない単位
  - 分（時間）、時、日
  - 度 (角度)、分 (角度)
  - ヘクタール[注 6]
  - デシベル

- SI接頭語を付けられるかどうか不明の単位
  - 天文単位、ネーパ、ベル

#### それ以外の非SI単位
SI併用単位以外の非SI単位にSI接頭語を付けることができるかどうかについては、国際単位系国際文書には何らの規定がない。ただし、これまでの慣例として例えば次の単位にはSI接頭語を付けてきた実績がある。
- ダイン
- パーセク
- ユリウス年 (記号：a)
- 塩基対 (記号：bp)

以下の単位は、計量法上の法定計量単位であり、SI接頭語を付することができる。
- キュリー
- ラド
- ポアズ
- ストークス

### 計量法の規定
計量法では、非法定計量単位の取引・証明における使用を禁止（罰則を伴う。）している以上、SI接頭語の使用について厳密に法定しておく必要がある。このため、どの計量単位に、どのようにSI接頭語を付することができるかを下記のように厳密に規定しているため、やや複雑な条文となっている（計量単位令第4条第2号・第3号、別表第5）。
1. SI接頭語を付することができる単位とできない単位を明確に分けている。
2. 組立単位を構成する単位（「構成単位」）のうちどの単位の直前にSI接頭語を付するかを明確に規定している。
3. 組立単位の途中に現れる構成単位の直前に付されるSI接頭語が表す乗数（10の何乗）の二乗・三乗・逆数が、どの構成単位に係るのかを明確に規定している。

#### SI単位
法定計量単位のうち、SI単位となっている計量単位には、キログラム（及びキログラムを含む組立単位）以外は例外なく、SI接頭語を付けることができる（SI国際文書の規定と同一の規定）。法定計量単位のうちの非SI単位については、付けられる単位と付けられない単位が明確に規定されている。

#### 法定計量単位のうちSI接頭語を付けることができない単位
以下の単位の直前にはSI接頭語を付けることができない。
- 質量：キログラム（「キロ」そのものが接頭語であるため）
- 時間：分、時
- 角度：度、分、秒
- 電磁波の減衰量・音圧レベル・振動加速度レベル：デシベル（「デシ」そのものが接頭語であるため）
- 圧力：気圧
- 質量流量：キログラム毎秒、キログラム毎分、キログラム毎時 （「キロ」そのものが接頭語であるため）
- 回転速度：毎秒、毎分、毎時、回毎分、回毎時
- 濃度：
  - 質量百分率、質量千分率、質量百万分率、質量十億分率、質量一兆分率、質量千兆分率
  - 体積百分率、体積千分率、体積百万分率、体積十億分率、体積一兆分率、体積千兆分率
  - ピーエッチ

以下の8単位の直前にはSI接頭語を付けることができない。ただし、後述のようにそれぞれの単位の「メートル」の語の直前には付することができる。
- 平方メートル、立方メートル、毎メートル、キログラム毎立方メートル、平方メートル毎秒、立方メートル毎秒、立方メートル毎分、立方メートル毎時

#### 単位の途中の語にSI接頭語を付することができる単位
次の単位の「メートル」、「リットル」、「ステラジアン」の語の直前にSI接頭語を付することができる。
- 平方メートル、立方メートル、毎メートル、キログラム毎立方メートル、平方メートル毎秒、立方メートル毎秒、立方メートル毎分、立方メートル毎時
- グラム毎立方メートル、モル毎立方メートル、グラム毎リットル、モル毎リットル、ニュートンメートル、ニュートン毎平方メートル、ウェーバ毎平方メートル、ワット毎平方メートル、カンデラ毎平方メートル、ワット毎メートル毎ケルビン、ワット毎メートル毎度、ボルト毎メートル、アンペア毎メートル、ワット毎ステラジアン

次の単位の直前にSI接頭語を付することができ、かつ同時に「メートル」、「リットル」、「ステラジアン」の語の直前にSI接頭語を付することができる。
- グラム毎立方メートル、モル毎立方メートル、グラム毎リットル、モル毎リットル、ニュートンメートル、ニュートン毎平方メートル、ウェーバ毎平方メートル、ワット毎平方メートル、カンデラ毎平方メートル、ワット毎メートル毎ケルビン、ワット毎メートル毎度、ボルト毎メートル、アンペア毎メートル、ワット毎ステラジアン

以上の諸規定を適用した例：
- 平方メートルにSI接頭語を付する場合：
  - キロ平方メートルとすることはできない。
  - 平方キロメートルとすることができる。
  - 上記の場合、平方キロメートル　=　キロが表す乗数（= 十の三乗 = 1000）の二乗 × 平方メートル = 10002 × 平方メートル

- グラム毎立方メートルにSI接頭語を付する場合：
  - グラム毎立方センチメートルと、メートルの直前に「センチ」を付することができる。
  - 上記の場合、グラム毎立方センチメートル = センチが表す乗数（= 十の二乗分の一）の三乗の逆数 × グラム毎立方メートル = 106 × グラム毎立方メートル
  - さらに グラム毎立方メートルは、その直前にもSI接頭語を付することができるので、ミリグラム毎立方センチメートル = ミリが表す乗数（= 十の三乗分の一） × グラム毎立方センチメートル = 10-3 × 106 × グラム毎立方メートル = 1000グラム毎立方メートル、となる。

同様にして次のようなSI接頭語を付した単位が定義できる。
- 平方センチメートル（cm2）、平方ミリメートル毎秒（mm2/s）
- 立方センチメートル毎分（cm3/min）、立方センチメートル毎時（cm3/h）
- キログラム毎立方センチメートル(kg/cm3)
- メガニュートン毎平方ミリメートル（MN/mm2）
- キロワット毎平方センチメートル（kW/cm2）
- ミリワット毎センチメートル毎ケルビン（mW cm-1 K-1）

#### SI接頭語を付することができない非SI単位
- 特殊の用途のみに用いる単位（計量法に基づく計量単位一覧#特殊の計量に用いる計量単位（9量13分野26単位））
  - このうち、次の単位は、SI接頭語の使用原理と同じ考え方によって派生した単位（法定計量単位）ではあるが、計量法上はSI接頭語を付した単位とは扱われない。したがって、例えば、マイクロガル（μGal）、ミリカロリー（mcal）のような単位は法定計量単位ではないので取引・証明に用いることはできない。
    - ガルの派生単位：ミリガル(mGal)
    - トルの派生単位：ミリトル(mTorr)　マイクロトル(μTorr)
    - カロリーの派生単位：キロカロリー(kcal)・メガカロリー(Mcal)・ギガカロリー(Gcal)
- ヤードポンド法の単位
- 仏馬力(HP)

## 使用法

### デカの綴り
「デカ」の英語表記は、SI公式文書によれば、decaのみである。しかし、アメリカ合衆国においてはNISTがその表記をdekaに定めており、同国においてのみ用いられている表記である。

### 単独使用の禁止
国際単位系国際文書は特に次の注意を与えている。
- 接頭語記号を単独で用いることはできない。

　 不適の例：周波数は G である。（「周波数は 1 GHz である。」とする。）
- 数字の 1 すなわち単位 1 の記号と結合して使うことはできない[注 7][13]。

　不適の例：M 1   （ 1 × 106 とする。）　
- 接頭語の名称を単位 1 の名称すなわち”one"という言葉に結合して使うことはできない。

　不適の例：one mega　、日本語の場合の不適例： 一メガ または　1 メガ

### キログラムの特例
キログラムはSI基本単位の中で唯一接頭語がついており、グラムはその質量の1000分の1として定義されている。しかし、SIでは二重接頭語（合成接頭語）は認めていないので、接頭語はキログラムではなくグラムに対して付けられる。

### SI接頭語の書体
接頭語記号は、その前後の文章の様式にかかわらず、単位記号と同様に立体で表記され、接頭語記号と単位記号の間に空白を空けずに記載する。
特に、マイクロ (µ) が、しばしば、µ を斜体にして「µ」（例えば、µm）と書かれることがあるが誤りであり、正しくは「 µm 」としなければならない（マイクロ#表記）。
通常のギリシャ文字としての μ（U+03BC GREEK LETTER SMALL MU, &mu;）は表示環境によっては斜体で表示されるため、マイクロを示すには µ（U+00B5 MICRO SIGN, &micro;）を用いる方が良い。

### SI接頭語の厳格性
SI接頭語は、厳格に10 の整数乗を意味しているもので、2のべき乗を示すために用いてはならない（例えば、1キロビットは 1000 ビットであって、1024 ビットではない）。
2のべき乗を表すために、別途に、キビ（Ki）= 1024、メビ（Mi）=  1048576 などが定められており（2進接頭辞）、それらを用いるべきである。

### 接頭語とべき乗との関係
接頭語を付加した単位記号のべき乗について、国際単位系の国際文書は次のように規定している。
| 接頭語の記号を単位記号に結合して作られたグループは、元の単位の倍量および分量を表す新しい不可分な単位記号を形成し、それらを正または負の指数でべき乗することができる。また、他の単位記号と組み合わせて合成単位記号を形成することもできる |

べき乗を用いた単位の記法は、代数学における次の記法と一見似ているが、SI接頭語＋単位記号が「新しい不可分な単位記号を形成」する点で異なる。
代数学の記法例：　4ab3 = 4 × a × b3 ≠ 4 × (a × b)3
接頭語を付した単位の記法例：　4 km3 =  4 × (k × m)3 ≠ 4 × k × m3
以上の規定は、簡便に「接頭語は常にべき乗に優先する」と理解してもよい。例えば “km2” は「平方キロメートル」であって「キロ平方メートル」ではない。3 km2 は 3000000 m2 であって 3000 m2 ではないし、もちろん9000000 m2 ではない。
SI接頭語は通常は1000倍ごとのステップとなるが、2の累乗を伴う場合は 1000000（100万）倍ごと、3の累乗を伴う場合は1000000000（10億）倍ごとのステップとなる。

### 103毎の倍数の推奨
SI接頭語は103毎の倍数となっているものを使用することが推奨される。したがって 1 hm（ヘクトメートル）よりも 100 m とする方がよい。この推奨の例外として実用的に使われている単位にはセンチメートル、立方センチメートル、ヘクトパスカルなどがある。なお、ヘクタール (hect-are)とデシベルは非SI単位であるのでこの例外にも該当しない。
日本では上記の例以外でヘクト・デシ・センチの接頭語を使うことは科学や技術の分野を含めてほとんどないが、国によってはデシメートルが使用されている。
リットルはSI単位ではないが，体積の単位としてしばしば用いられる。このため，リットルと同じ大きさの体積をSI単位を用いて表すために dm3(立方デシメートル)がしばしば用いられる（L=10-3 m3=(10-1 m)3=dm3）。

### 二重接頭語の禁止
かつては二重接頭語、すなわち複数の接頭語を並べて使用する（「合成接頭語」という。）ことが行われていた。しかしSI導入のときから二重以上の接頭語の使用は禁止され、SI接頭語は単独で用いなければならない。
かつての使用例には次のものがある。1番右のものが現在使われる単位である。
- 1 µmm（マイクロミリメートル）または 1 mµ（ミリミクロン）→ 1 nm（ナノメートル）
- 1 µµF（マイクロマイクロファラド）→ 1 pF (ピコファラド)
- 1 hkm（ヘクトキロメートル）→ 100 km (100キロメートル)
- 1 kMc （キロメガサイクル）→ 1 GHz（ギガヘルツ）
- 1 mmm（ミリミリメートル）→ 1 µm（マイクロメートル）

### 使われなくなったSI接頭語
かつて使われていた接頭語に「ミリア」(myria, 104) があったが、SIが導入される以前の1935年に廃止された（さらにミリオ (myrio, 10−4) があったとも言われる）。それは、これらの接頭語が3の倍数の累乗のパターンに入っていないことや、これらの接頭語に1文字で割り当てられる記号がない（m は既に使われており、のちに M, µ も使われた。一応ミリアの記号として2文字のmyはあったが）こと、そしてあまり用いられていなかったことのためである。

### 実際に使用されるSI接頭語の例
- 時間: 秒、ミリ秒、マイクロ秒、およびそれより小さなものは使用される。秒よりも大きな時間には通常は分、時などや指数表記が使用される。また、秒にSI接頭語を付けて「キロ秒」、「メガ秒」のように使うこともできる。

- 長さ: キロメートル、メートル、センチメートル、ミリメートル、およびそれ以下のものが使用される。しかしメガメートル、ギガメートル、およびそれ以上のものが使用されるのはまれである。その大きな長さ（距離）を示すときには天文単位(約150 Gm)、光年(約9.46 Pm)、パーセク(約30.9 Pm)が使用されている。天文単位は非SI単位であるがSI併用単位である。

- 質量: グラム、ミリグラム、マイクログラム、およびそれよりも小さいものが使用される。しかし、メガグラムやギガグラムおよびそれ以上に大きいものが使用されるのはまれである。

## 利点
ある物理量について1種類の単位（例えば長さについてのメートル）しかなかったら、非常に大きな数字や小さな数字を扱わなければならなくなる。尺貫法、ヤード・ポンド法などの伝統的な単位系では、異なる値の複数の単位（例えば里、尺、寸）を用意し、それらを組み合わせて値を表現していた。これで、扱う数字を小さくするという目的は達せられたが、色々な単位を覚えなければならない。
メートル法はこれに対し、同じ接頭語を様々な単位につけるだけで単位を様々な大きさにすることができ、伝統的な単位系のような大きさによって全く別の単位を覚える必要がない。
また、十進法なので計算のための換算も簡単にできる（尺貫法のように接頭語を使わずとも部分的に十進法を採用していた度量衡もあるが、全面的に採用することは難しい）。これはメートル法の大きな利点の1つである。

## 欠点
- 単位名称が長くなりがちである。加えてそれらはしばしば接頭語だけで呼称されることがあるために紛れることがある。例えば、キロメートルとキログラムのように、様々な「キロ○○」が単に「キロ」と呼ばれると、誤解を生む元になる。

- 体積など次元に高い次数（体積では3）を持つ物理量の単位では、桁が開きすぎてしまう。たとえば、キロは1000倍なので、立方キロメートルは10億 (109) 立方メートルになる。このため、1万立方メートル – 1億立方メートル程度の体積が、立方メートル単位では桁が大きくなりすぎて、使いづらいという問題が起こる。

- 従来の度量衡に比べれば広い範囲の値を表せるが、それでも原子・素粒子や宇宙についての物理定数に関しては接頭語が足りない。そのため、これらの分野では指数表記や特別な単位が使われることが多い。そういった単位のうち、天文単位、ダルトン、電子ボルトの3つはSI併用単位に指定されている。これらの分野で特別な単位が使われるのには、桁が違いすぎるという理由のほか、その物理量が特定の分野の計量の基準として使われてきたという事情がある。例えば、天文単位、太陽質量、地球質量は天文学の分野での距離や質量の基準となっている。ダルトンは物理学における質量の基準となっている。

## 歴史

### 起源
1790年5月に「メートル」という新たな名称が初めて提案された後の数年間は、メートルの倍量・分量単位として、それぞれ異なった名称を使えばいいと考えられていた。例えば、ペルシュ（10メートル）、スタッド（100メートル）、パルム（0.1メートル）、ドワ（0.01メートル）などである。
1793年5月の度量衡委員会のメートル法に関する報告書において初めて、キロ（1000）、ミリ（0.001）などを使うというアイディアが登場した。これらはいずれもギリシャ語やラテン語の接頭辞を使っているが、フランス語の一つである低地ブルターニュ語とするという対立案もあった。
この報告書では、10倍刻みで10±3までの6つの接頭語が定められた。名称とその由来は次のとおりである。
- 倍量接頭語であるデカ・ヘクト・キロ
  - 由来はいずれもギリシャ語のδέκα (deka)（10）・ἑκατόν (hecatón) （100）・χίλιοι (khilioi)（1000）である。
- 分量接頭語であるデシ・センチ・ミリ
  - 由来はいずれもラテン語のdecimus（0.1）・centum（100）・mille（1000）である。

1795年4月7日に国民公会が可決した法令の中にミリア (104) が導入された。ミリアはギリシャ語の「10000」から作られた。しかしそれ以上の接頭語は作られず、デシミリ (dm = 10−4)、ヘクトキロ (hk = 105)、センチミリ (cm = 10−5) などの二重接頭語が使われた。なおミリアと同時にミリオ (10−4) が導入されたとも言われるがはっきりしない。

### その後の接頭語
1873–1874年、英国科学振興協会 (BAAS) はCGS単位系に、接頭語としてミリアを含む7つに加え、10±6を表すメガとマイクロを導入した。ただしメガとマイクロはMKS単位系やMKSA単位系ではなかなか使われなかった。メガとマイクロは、ギリシャ語の「大きい」「小さい」から作られた。なお、この後に作られる接頭語は、メガとマイクロのように、倍量接頭語は‐a、分量接頭語は‐oで終わるようになる。
1935年、国際度量衡委員会 (CIPM) はメガを採用し、代わりにミリアを廃止した。
1960年の第11回国際度量衡総会 (CGPM) でSIが定められたときには、メガ・マイクロまでの8つの接頭語（ミリアは除く）に加え、さらに新しく10±9のギガとナノ、10±12のテラとピコを加えた12の接頭語を導入した。ギガ、ナノ、テラはギリシャ語の「巨人」「小人」「怪物」、ピコはイタリア語の「小さい」から作られた。また同時に、二重接頭語が廃止された。
1964年の第12回CGPMで10−15のフェムトと10−18のアト、75年の第15回CGPMで1015のペタと1018のエクサが導入された。ペタとエクサはギリシャ語の「5」と「6」（10005・10006なので）、フェムトとアトはデンマーク語・ノルウェー語の「15」と「18」から作られた。
1991年の第19回CGPMで10±21のゼタとゼプト、10±24のヨタとヨクトが導入された。ゼタとゼプトはイタリア語の「7」、ヨタとヨクトはギリシャ語の「8」から作られた。元は同系の語であるため、10nと10−nは語形が似ており、記号は大文字・小文字の違いのみになった。なおこのとき初めて、「倍量接頭語はギリシャ語」という慣習が崩れた。
2022年の第27回CGPMで10±27のロナとロント、10±30のクエタとクエクトが導入された。国際度量衡委員会 (CIPM) の下部委員会である単位諮問委員会 (CCU) は、2019年10月8・9日の第24回会議において、イギリス国立物理学研究所 (NPL) から提案（主導者は、NPLのRichard J. C. Brown である。）された1030、1027、10−27、10−30の接頭語について議論を行った。2021年9月の第25回CCUでも議論された上で、同年10月に開催された第110回CIPMでは、CCUによるこの提案を2022年11月開催予定の第27回国際度量衡総会 (CGPM) に決議案として提出することを決定した。なお、1030に対する接頭語は、議論の段階ではquecca（クエカ）だったが、国際度量衡局 (BIPM) がCGPMに提出した草案ではquetta（クエタ）に変更された。そして2022年11月18日に第27回CGPMにおいて正式に決定した。

## 計量単位以外での使用

### 10進法以外の単位
ビット (b) とバイト (B) にも倍量接頭語がよく使われる。2進接頭辞 (1000の代わりに1024の冪) の意味で使われていることもある。SIでは、例えばキロ（k）を1024倍として用いることを厳しく禁じている（前述）ので、キビ (Ki = 1024) の意味の「キロ」の記号は大文字の K を使うことがあるが、これも紛らわしいので使用すべきではない。
冗談で使用される単位にマイクロフォートナイト（2週間の100万分の1、1.2秒）やアトパーセク（パーセクの1018分の1。約3.1センチメートル）などがある。また、SFの未来社会の設定などで、地球に依拠した分や時といった単位を使わず、キロ秒やメガ秒を使っている、といったものがある（ヴァーナー・ヴィンジ『最果ての銀河船団』、1キロ秒は約17分弱、1メガ秒は約11.6日程度）。メートル時間を参照。

### 貨幣単位など
「キロ」を表す記号 “k” は、しばしば物理単位以外の単位についても上記のように1000倍の意味で用いられる。例えば40000円を40k円のように表現したり、2000年問題を “Y2k” と略記したりする。このような場合、kは大文字で “K” と書かれることもあるが、メートル法の単位について使用する場合は大文字のKを使うことは間違った表記である（キロ#小文字を使う理由を参考のこと）。